# Hinterhornbach
Hinterhornbach är en ort och kommun i distriktet Reutte i förbundslandet Tyrolen i Österrike. Kommunen gränsar i väster mot Tyskland.